# Джон Річардсон (письменник)
Джон Річардсон (англ. John Richardson; 4 жовтня 1796 — 12 травня 1852) — офіцер британської армії, англомовний канадський письменник.

## Біографія
Джон Річардсон народився 4 жовтня 1796 року у Форт-Джордж, Канада. Батько — Роберт Річардсон, військовий хірург. Мати — Мадлен Річардсон була донькою торговця хутром Джона Аскіна. Від батьків Джон чув історії про заснування Детройту та його облогу у 1763 році. Ці розповіді надалі надихнули його на письменницьку діяльність.
У 16 років Річардсон записався до 41-го піхотного полку британської армії у складі якого брав участь у війні між США та Великою Британією 1812—1815 років. 5 жовтня 1813 року потрапив у полон. Звільнений у липні 1814 року, Річардсон продовжив військову службу.
З 1820 до 1827 рік жив у Парижі; мандрував Європою. Враження цих років стали основою його першого роману «Паризькі салони»,  який був опублікований Генрі Колберном у Лондоні у 1829 році. З того часу починається літературна діяльність Річардсона. У 1830 році виходить роман  «Сцени в Парижі», який є продовженням «Паризьких салонів», а у 1832 —  найуспішніший роман Річардсона «Вакуста», який закріпив його славу.
У 1835 році Річардсон повернувся на службу. Він був призначений у британський допоміжний легіон і проходив службу в Іспанії під час Першої карлістської війни. За хоробрість у бою був нагороджений військовим орденом Святого Фердинанда. Іспанський досвід був відображений у «Особистих мемуарах» (1838) і сатиричному романі «Джек Брег в Іспанії», який був опублікований у журналі «Нова ера» у 1841—1842 роках.
У 1838 році Річардсон прибув до Монреалю як кореспондент лондонського «Таймс». З 1838 до 1848 рік займається журналістикою, видає журнали «Нова ера» та «Канадська  хроніка», публікує книгу «Війна 1812 року».
У 1845—1846 роках він перебував на посаді суперінтенданта поліції на каналі Велланд (Канада).
У 1849 році Річардсон, з метою розвитку своєї літературної кар'єри, переїхав до Нью-Йорка, де опублікував декілька нових творів.
Помер 12 травня 1852 року.

## Основні твори
- «Текумсе» — поема, 1828;

- «Паризькі салони» — роман, 1829;

- «Сцени в Парижі» — роман, 1830;

- «Вакуста» — роман, 1832;

- «Особисті мемуари» — 1838;

- «Канадські брати» — роман, 1840;

- «Джек Брег в Іспанії» — роман, 1842;

- «Лицар-монах Святого Іоанна» — роман, 1850;

- «Вестбрук, або ренегат» — роман, 1851.